# Arquà Polesine
Arquà Polesine [arˈkwa poˈleːzine] es una localidad y comune italiana de la provincia de Rovigo, región de Véneto, con 2.914 habitantes.

## Evolución demográfica
| Gráfica de evolución demográfica de Arquà Polesine entre 1861 y 2001 |
|                                                                      |
| Fuente ISTAT - elaboración gráfica de Wikipedia                      |